# Desiree Miller
Pour les articles homonymes, voir Miller.
Pas d'image ? Cliquez ici

a Compétitions nationales et continentales officielles uniquement.

b Matchs officiels uniquement.
Dernière mise à jour le 16 avril 2025.
Desiree Miller, née le 13 janvier 2002 à Sydney (Australie), est une joueuse internationale australienne de rugby à XV évoluant au poste d'ailier. Elle joue avec les Waratahs.

## Biographie
Desiree Miller naît le 13 janvier 2002 à Sydney en Australie. Elle grandit dans une famille de sportifs, sa tante Gail est championne olympique de water-polo aux Jeux olympiques de Sydney. Elle pratique de nombreux sports : football, netball, hockey sur gazon mais selon elle, c'est la gymnastique qui la façonne en tant qu'athlète. Elle vient au rugby par hasard, en se joignant à son frère ainé qui s’entraîne à buter. Elle commence la pratique du rugby à 19 ans, à XV avec le club des Eastern Suburbs, et à XIII avec les Leichhardt Wanderers. Elle est vite repérée et, fin 2022, elle est convoquée pour s'entrainer avec le groupe des Waratahs.
En 2023, Desiree Miller signe un contrat avec les Waratahs et joue son premier Super Rugby Women's. À l'automne, elle participe en Nouvelle-Zélande au WXV sous les couleurs de l' Australie et connaît sa première sélection face à l'Angleterre à Wellington.
Fin avril 2024, elle inscrit un triplé en finale du Super Rugby Women's remporté par son équipe des Waratahs. Au mois de juillet avec les Wallaroos elle réalise un quadruplé face à aux Fidjiennes, puis remporte le WXV 2 organisé en Afrique du Sud.
En 2025, elle participe à la campagne victorieuse des Waratahs en Super Rugby Women's et s'illustre notamment avec un essai en finale contre les Queensland Reds.
Elle est étudiante en psychologie et sciences cognitives.

## Palmarès

### En franchise
- Vainqueur du Super Rugby Women's en 2024 et 2025.

### En équipe nationale
- Vainqueur du WXV 2 en 2024.